# Sidonie von Krosigk
Sidonie von Krosigk (* 21. Oktober 1989 in München) ist eine deutsche Schauspielerin.

## Leben
1997 stand von Krosigk im Alter von sieben Jahren in Die Rache der Carola Waas zum ersten Mal vor der Kamera. Ein Jahr später folgte ihre erste Hauptrolle in Verschwinde von hier. Es folgten weitere Episodenrollen in Fernsehserien. Bekannt wurde sie 2002 in ihrer Rolle als Hexe Bibi Blocksberg im gleichnamigen Kinofilm. Für die Darstellung der Bibi Blocksberg gewann von Krosigk den Kindermedienpreis als beste Nachwuchsschauspielerin. 2004 war sie Hauptdarstellerin in der Fortsetzung Bibi Blocksberg und das Geheimnis der blauen Eulen. Danach spielte sie in Fernsehfilmen weitere Hauptrollen wie in Pik & Amadeus – Freunde wider Willen (2006). Zudem wirkte sie als Synchronsprecherin unter anderem als Sprecherin der Hauptrolle in Chihiros Reise ins Zauberland mit. Ab dem Sommersemester 2010 studierte sie Schauspiel an der Hochschule für Musik und Darstellende Kunst in Frankfurt am Main.
Zur Spielzeit 2014/2015 trat von Krosigk ihr erstes Festengagement am Theater Ulm an. Eine ihrer ersten Rollen war die der Luise Miller in Schillers Kabale und Liebe.
Im Jahr 2022 übernahm sie die Hauptrolle in Veronika Hafners preisgekröntem Kurzfilm Unter der Welle. Für ihre Leistung als Louise erhielt sie eine Nominierung in der Kategorie „Bester Schauspielnachwuchs“ beim Filmfestival Max Ophüls Preis 2022.
Seit Ende März 2023 ist sie in der ZDF-Krimiserie Der Alte in der Rolle einer Rechtsmedizinerin zu sehen.
Von Krosigk ist seit 2016 mit einem Arzt verheiratet und hat zwei Kinder.
Sie entstammt der Adelsfamilie Krosigk.

## Filmografie
- 1999: Die Rache der Carola Waas
- 1999: Verschwinde von hier
- 2000: Anwalt Abel (Fernsehserie, Folge: Das Geheimnis der Zeugin)
- 2000: Autsch, Du Fröhliche
- 2002: Bibi Blocksberg
- 2002: Was ist bloß mit meinen Männern los?
- 2003: Unsre Mutter ist halt anders
- 2004: Bibi Blocksberg und das Geheimnis der blauen Eulen
- 2005: Edel & Starck (Fernsehserie, Folge: Adel verpflichtet)
- 2006: Väter, denn sie wissen nicht was sich tut
- 2006: Pik & Amadeus – Freunde wider Willen
- 2008: Der Froschkönig (ARD-Märchenfilmreihe Sechs auf einen Streich)
- 2009: Dr. Hope – Eine Frau gibt nicht auf
- 2011: Für immer 30
- 2012: Der Alte (Fernsehserie, Folge: Die Stunde des Jägers)
- 2018: Die Bergretter (Fernsehserie, Folge: Das Glück ist ein Schmetterling)
- 2018: Um Himmels Willen (Fernsehserie, Folge: Nachtgestalten)
- 2018: Sturm der Liebe (Fernsehserie, 42 Folgen)
- 2019: Bettys Diagnose (Fernsehserie, Folge: Träume)
- 2020: Frühling – Keine Angst vorm Leben (Fernsehreihe)
- 2020: SOKO München (Fernsehserie, Folge: 4 Zimmer, Küche, Bad)
- 2022: Unter der Welle (Kurzfilm)
- 2022: Die Rosenheim-Cops (Fernsehserie, Folge: Der entführte Bulle)
- 2022: Watzmann ermittelt (Fernsehserie, Folge: Zwei Väter)
- seit 2023: Der Alte (Fernsehserie)
- 2024: SOKO Stuttgart (Fernsehserie, Folge: Narben der Vergangenheit)
- 2025: In aller Freundschaft – Die jungen Ärzte (Fernsehserie, Folge: Reflexe)

## Synchronsprecherin
- 2002: Chihiros Reise ins Zauberland als Chihiro (Hauptrolle)
- 2005: Heidi als Klara